# Willi Kehlstadt

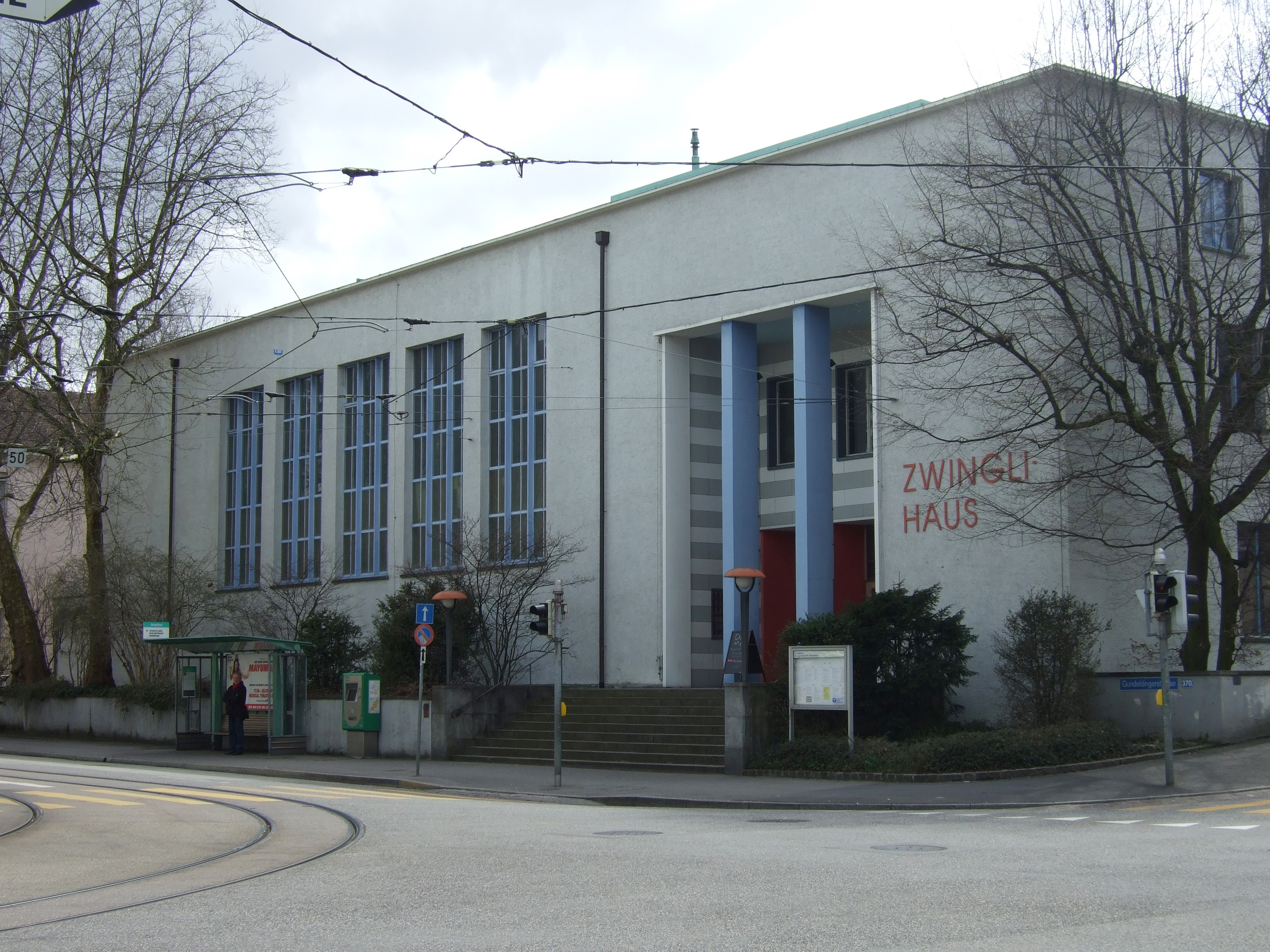
Zwinglihaus, Basel, 1932

Willhelm Kehlstadt (* 22. Juni 1888 in Basel; † 29. März 1951 ebenda) war ein Schweizer Architekt.

## Ausbildung
Nach der Maturität an der Oberrealschule absolvierte Kehlstadt eine Lehre bei Emil Faesch. Anschliessend studierte er an der Technischen Hochschule Stuttgart als Schüler von Theodor Fischer und Paul Bonatz. Nach Berufstätigkeit im Ausland arbeitete er dann bei den Gebrüdern Pfister in Zürich. Nach dem Gewinn des Wettbewerbs für das Basler Gemeindehaus Zwinglihaus gründete er in Basel sein Büro. es folgten Villen auf dem Bruderholz, vor allem aber Bauten der Industrie, wie eine Teigwarenfabrik in Muttenz oder die Wäschefabrik Metzger in Basel. Vor dem Zweiten Weltkrieg baute er den Schlachthof in Basel. In der Pharmazeutischen Industrie baute er ein Forschungsinstitut für Sandoz sowie das Vakzineinstitut der Schweiz. Zusammen mit Bräuning, Leu, Dürig und Brodtbeck plante er den Erweiterungsbau des Casinos am Barfüsserplatz. Zum Ende seiner Berufstätigkeit plante er an der Erweiterung des Basler Augenspitals sowie der Umgestaltung des Basler Zoos, deren Realisierung er nicht mehr erlebte.
Kehlstadt war erster Obmann der Sektion Basel des BSA und Vorsitzender der Standeskommission des Basler Architekten- und Ingenieursvereins.

## Belege
1. ↑  N. N.: Das Zwinglihaus in Basel : Architekt Willi Kehlstadt, Basel. In: Das Werk. Band 20, Nr. 8, 1933, S. 231–237, doi:10.5169/seals-86401.
2. ↑  Willi Kehlstadt: Der Neubau des Basler Schlachthofes. In: Schweizerische Bauzeitung. Band 113, Nr. 2, 1939, S. 231–237, doi:10.5169/seals-50428.

| Personendaten    | Personendaten       |
| ---------------- | ------------------- |
| NAME             | Kehlstadt, Willi    |
| ALTERNATIVNAMEN  | Kehlstadt, Willhelm |
| KURZBESCHREIBUNG | Schweizer Architekt |
| GEBURTSDATUM     | 22. Juni 1888       |
| GEBURTSORT       | Basel               |
| STERBEDATUM      | 29. März 1951       |
| STERBEORT        | Basel               |